# 原田季郎
原田 季郎（はらだ ときろう、1990年7月9日 - ）は、日本のラグビー選手。

## プロフィール
- 福岡県出身。
- ポジションはウィング(WTB)、フルバック(FB)。
- 身長 164cm、体重 70kg
- ニックネームはトキロー。
- 7人制日本代表に選ばれたことがある[1]。

## 略歴
ラグビーは太宰府少年ラグビースクールで始めた。
2009年、筑紫高校卒業後、早稲田大学に入る。
2013年、早稲田大学卒業後、キヤノンイーグルスに加入。同年に開催されたユニバーシアード競技大会の7人制日本代表に選ばれた。また同年9月7日に行われたジャパンラグビートップリーグ第2節のパナソニック ワイルドナイツ戦に途中出場で公式戦初出場を果たす。 
2020年、キヤノンイーグルスを退団した。

## MV出演
- Carnavacation「だれも知らない」[6]。